# Міст Аккьопру (Анкара)
Аккьопру (тур. Akköprü, осман. اق کوپری — «білий міст») — історичний сельджуцькій міст в районі Енимахалл в Анкарі, Туреччина. Це найстаріший міст в Анкарі, який зберігся в хорошому стані. А під самим мостом за напрямом «Станбул Роуд» протікає річка Анкара. Міст бере свою назву від історичної назви цієї місцевості — Аккьопру.

## Історія
Побудований 1222 року губернатором Анкари Кизил-беєм під час правління Кей-Кубада I Конійського султана. Міст розташований на перетині річки Анкара і раніше використовувався як один з торгових шляхів в Багдад. За часів Османської імперії крім торговельних караванів мостом користувалися прості люди, солдати та паломники. 8 серпня 1959 року міст був зареєстрований в якості міської території під охороною і відтоді неодноразово оновлювався і реставрувався. Під час ремонту, проведеного головним управлінням автомобільних доріг Туреччині в 1960-х роках, покриття було замінено на бетонне і він був закритий для руху транспортних засобів. Аккьопро, який багато років був важливим транспортним маршрутом — сьогодні відкритий тільки для пішоходів.
Свою назву міст Аккьопру («білий міст») бере від історичної назви цієї місцевості — Аккьопру, а також, від того, що при будівництви використовувалися білі камені.

## Архітектура
Міст Аккьопро побудований в основному з різьбленого базальту. Міст має сім арок, а саме чотири великих і три маленьких арки, однак, дві арки були закриті під ґрунтовим насипом в результаті досліджень, проведених муніципалітетом міста у 1960 році. В ході досліджень було встановлено, що будівля піддавалася впливу розчинів, які містили цемент. А також, що раніше на мосту розташовувалися два написи, які під впливом часу були стерті. Під час однієї з реставрацій покриття моста було замінено на бетонне, замість кам'яного. У західній частині мосту бул доданий металевий парапет.